# Chloridolum thaliodes
Chloridolum thaliodes là một loài bọ cánh cứng trong họ Cerambycidae.